# 歴史文化保存活用区域
歴史文化保存活用区域（れきしぶんかほぞんかつようくいき）は、文化審議会文化財分科会企画調査会が2007年（平成19年）に告示した歴史文化基本構想の中で「社会の変化に応じた文化財の保護・活用に関する新たな方策」として提唱した制度試案である。

## 概要
文化財保護法での有形文化財（不動産の建築物と動産の可動文化財）・無形文化財・民俗文化財・記念物（史跡・名勝・天然記念物）・文化的景観・伝統的建造物群保存地区や、自治体による文化財保護条例指定文化財が特定地域に集中している場合に、それら地域資源としての文化財群と一体となって価値を形成する周辺環境（地形・遠景借景・植生など）も含め、「文化的な空間を創出するための計画区域」とすることを目的としている。
歴史文化保存活用区域は、文化財保護のための規制区域ではなく、観光振興とそれに伴う地域活性化や雇用促進などを目的とした積極的な活用に主眼を置く。

## 補足
文化財群と一体となって価値を形成する周辺環境を、文化財保護法では第二条一項で「歴史上又は芸術上価値の高いもの（これらのものと一体をなしてその価値を形成している土地その他の物件を含む。）」と括弧綴じながら言及しており、古都保存法では「歴史的風土」、歴史まちづくり法では「歴史的風致」と定義している。
諸外国においては「cultural space（文化的空間）」「cultural environment（文化的環境）」「environmental goods（環境財）」「built environment（建造環境）」と呼ばれるものに近く、歴史文化基本構想を策定した自治体によっては「空間文化財」「環境遺産」「歴史文化形成エリア」「歴史文化創成ゾーン」などの名称を独自に用いている例もある。特に「文化的空間」という呼称は無形文化遺産において用いられており、無形の習俗を含めた範囲を端的に示している。

## 経過
文化庁では2008年（平成20年）から三年間、試策として「歴史文化保存活用区域のための文化財総合的把握モデル事業」を実施し、岩手県盛岡市、秋田県北秋田市、福島県三島町、栃木県足利市、東京都日の出町、新潟県上越市・佐渡市、富山県高岡市、石川県加賀市、福井県小浜市・若狭町、山梨県韮崎市、岐阜県高山市、兵庫県高砂市・篠山市(現丹波篠山市)、島根県津和野町、広島県尾道市、福岡県太宰府市、宮崎県日南市・南郷町・北郷町、鹿児島県宇検村・伊仙町・奄美市、沖縄県南城市の20か所が選定された。
モデル事業終了後の2012年（平成24年）より、さらに踏み込んだ「文化遺産を活かした地域活性化事業」を展開している。

## 文化財保存活用地域としての認定
2019年（平成31年）に文化財保護法が改正施行され、これに基づき文化庁は、「文化財保存活用地域計画等を活用した観光拠点づくり事業」を策案し、同年4月と同（令和元年）7月に「文化財保存活用地域」として文化審議会が、茨城県牛久市、長野県松本市、山梨県富士吉田市、奈良県王寺町、島根県益田市、長崎県平戸市の6か所を認定した。
2020年には茨城県常陸大宮市、栃木県下野市、福井県小浜市、岐阜県岐阜市、滋賀県草津市と甲賀市、岡山県津山市が追加認定された。

## 発展
歴史文化保存活用区域の理念を汲み取ったとされるのが日本遺産制度とされる。

## 課題
文化財保護法の第一条には、「文化財を保存し、且つ、その活用を図り」とあるが、文化庁では文化財を背景とした土地利用は殆ど実績がなく未知数であった。
モデル事業は文化芸術振興基本法により運営された。歴史文化保存活用区域の制定は2019年の文化財保護法の改正で対応されたが、指定区域の規模の上限が定められていないことから、広範囲に及んだ際に行政の監視が行き届くか懸念される。また、関連文化財群では文化財保護法適用外の稼働遺産が主体になる事例が生じる可能性や、指定区域の周辺環境内には現代社会のインフラや生活環境的要素が多分に含まれてしまい、歴史・文化との整合性が問われる可能性がある。